# أونر مود
أونر مود (بالإنجليزية: Honor Maude)‏ هي أكاديمية أسترالية، ولدت في 10 يوليو 1905، وتوفيت في 15 أبريل 2001 بسبب مرض.